# Kołówko (uroczysko)

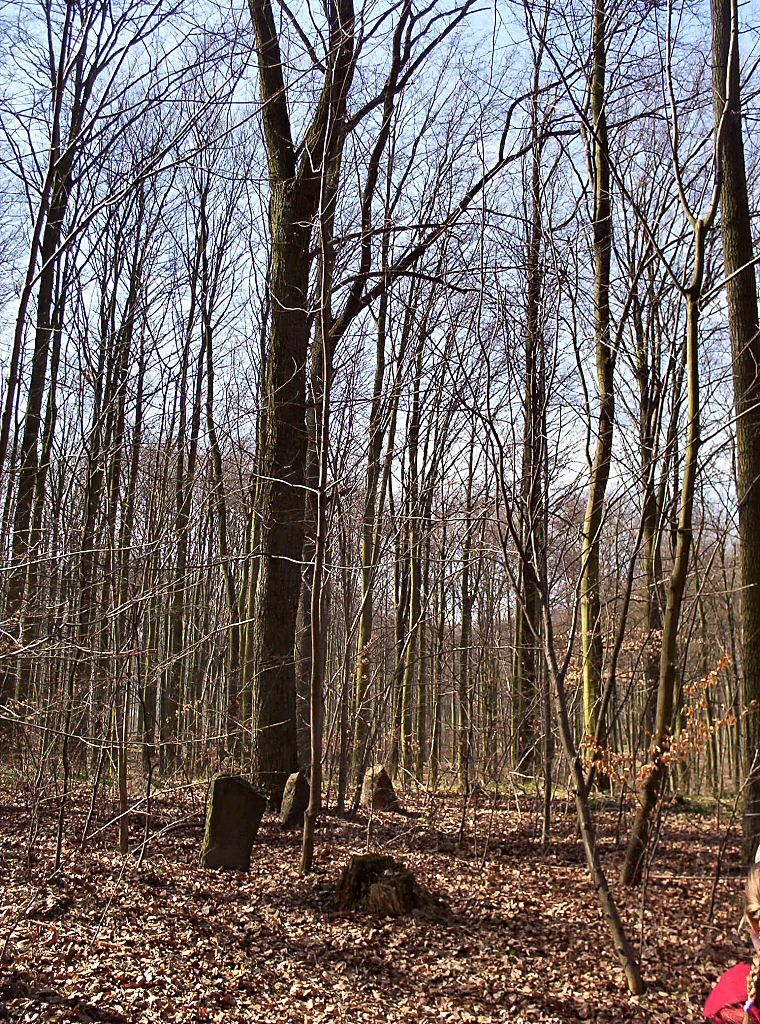
"Lipa Pokoju"

Kołówko (Kołowski Róg) – uroczysko w województwie zachodniopomorskim, w powiecie gryfińskim, w gminie Stare Czarnowo, na obszarze Szczecińskiego Parku Krajobrazowego "Puszcza Bukowa".
Obejmuje północno-zachodni skraj Polany Kołowskiej i wzgórze Lisicę z masztem RTCN Kołowo, partie przylegających lasów od Drogi Górskiej do Królewskiego Bruku, oraz Lisie Stawki.
Po zachodniej stronie Drogi Górskiej, w odległości kilkuset metrów od jej skrzyżowania z Drogą Kołowską rośnie pomnik przyrody "Lipa Pokoju" (lipa holenderska -Tilia x europaea, o obw. 155 cm) zasadzona w 1871 dla uczczenia podpisanego we Frankfurcie pokoju, kończącego trwającą w latach 1870-71, wojnę francusko-pruską. Wokół drzewa zachowały się resztki kamiennej obstawy oraz słabo czytelna tablica, pozostałości po dawnej restauracji "Friedenslinde" (Lipa Pokoju).
Parking z wiatą turystyczną i miejscem na ognisko. Obok głaz narzutowy "Serce Puszczy" z wyrytą stylizowaną inskrypcją: Tutaj czas ma inny wymiar. Zwolnij, tu bije... SERCE PUSZCZY. Głaz ustawiony w 2004 z okazji 80-lecia Lasów Państwowych.
Węzeł znakowanych szlaków turystycznych:
- Szlak im. Bolesława Czwójdzińskiego
- Szlak im. Bolesława Krzywoustego